# San H01B
San H01B – autobus miejski, produkowany w latach 1958–1961 przez Sanocką Fabrykę Autobusów z Sanoka.

## Historia modelu

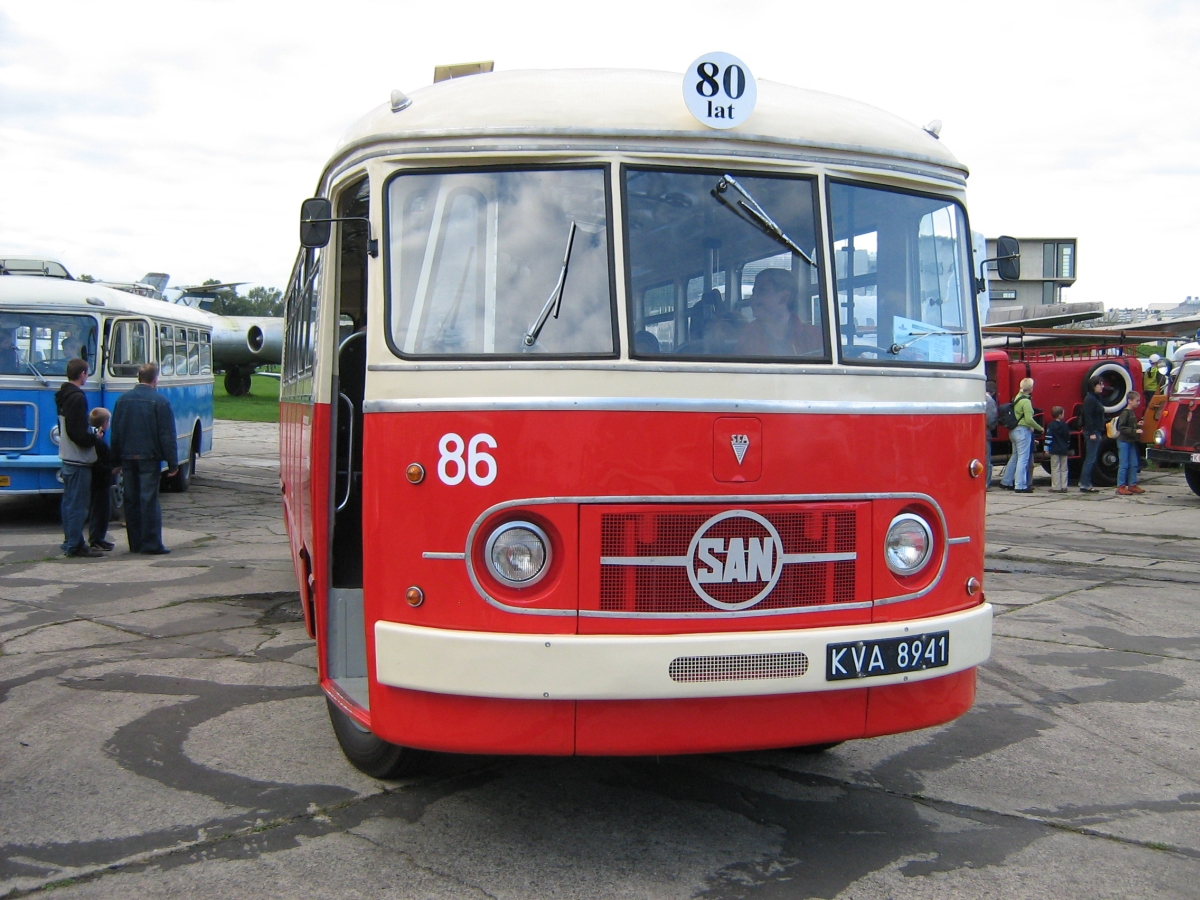
San H01B z 1959 roku należący do MPK Kraków

Inżynier Janusz Pawłowski pracujący w Biurze Konstrukcyjnym Przemysłu Motoryzacyjnego zaproponował użycie w autobusie nadwozia samonośnego. Prace studialne rozpoczęto w 1952 roku, zaś w 1955 roku wykonano prototyp autobusu o roboczym symbolu H01-S42-F01. Oznaczał on kolejno typ nadwozia, silnika i podwozia. Prototyp mieścił 43 pasażerów, w tym 8 na składanych siedzeniach w przejściu między fotelami. Konstrukcja bezramowa przyczyniła się do zredukowania masy własnej autobusu do 4770 kg. Projekt dalej udoskonalano. 
W 1957 roku zakończono wytwarzanie w Sanoku autobusów konstrukcji ramowej Star N52, zaś od 1958 roku wdrożono do produkcji model oznaczony San H01, występujący w odmianie międzymiastowej (A) i miejskiej (B). Ze względu na rozkład obciążeń na osie pojazdu silnik typu S42 wysunięto przed oś kół przednich, a skrzynię biegów ze Stara 21 umieszczono w jego środkowej części. Wersja miejska mogła pomieścić łącznie 50 pasażerów, w tym 33 na miejscach siedzących. Zastosowano dwie pary dwuskrzydłowych drzwi bocznych z mechanicznym systemem ich otwierania od wewnątrz, przy czym drzwi przednie obsługiwał kierowca, zaś drzwi tylne konduktor. Wręgowo-powłokową konstrukcję samonośną tego autobusu opatentowano. Charakterystyczną cechą wyróżniającą „Sany H01B” było zastosowanie aż trzech szyb w przedniej oraz tylnej ścianie nadwozia.
Łącznie wyprodukowano 800 sztuk autobusów San H01B. Do dziś przetrwały prawdopodobnie tylko dwa egzemplarze, z których jeden wyremontowany znajduje się w posiadaniu MPK w Krakowie, a drugi oczekuje na remont w kolekcji Kochamy Polską Motoryzację w Nowej Soli.

## Cechy użytkowe
Wobec dość małej mocy dysponowanego silnika S42 dążono do możliwie niskiej masy własnej pojazdu. Autorem koncepcji konstrukcyjnej nadwozia był prof. Zbigniew Brzoska. Konstrukcja nawiązywała do rozwiązań stosowanych w lotnictwie (tzw. kesonowa), następnie była zmieniona na wręgowo-powłokową i powłokowo-blachownicową. Wszystkie te rozwiązania nie rozwiązały problemu, jakim było pękanie nadwozi autobusów w różnych miejscach wobec stałego ich przeciążania podczas eksploatacji i złej jakości nawierzchni ulic w Polsce. Zastosowano w późniejszym okresie belki nadresorowe, które miały za zadanie korzystniej przenosić obciążenia z nadwozia na układ jezdny. Rezultaty tych poczynań były niewystarczające, trwałość nadwozi była zbyt niska. Autobus skierowano przedwcześnie do produkcji seryjnej, bez dogłębnego przebadania go w normalnych warunkach użytkowania. Owocowało to rozlicznymi problemami eksploatacyjnymi u użytkowników. Wobec zakończenia prac nad odmianą silnika S42 – silnikiem S47 o mocy zwiększonej do 105 KM zaprzestano rozwoju Sana H01, skupiając się na ramowej konstrukcji następcy, jakim był trwały San H100, którego konstrukcja była jednak technicznym krokiem wstecz.